# Günter Schwichtenberg
Günter Karl Friedrich Schwichtenberg (* 31. Januar 1942 in Köln) ist ein deutscher Physiker und Hochschullehrer. Er war zweimal verheiratet und hat zwei Söhne, Thomas und Stephan. Jetzt ist er verwitwet.
1968 beendete Schwichtenberg sein Studium an der Universität zu Köln als theoretischer Physiker (Dipl.-Physiker). Anschließend war er Mitarbeiter des Rechenzentrums der Universität. 1979 wurde er Leiter des Hochschulrechenzentrums (HRZ) der Universität Dortmund bis zu seinem Ruhestand im Januar 2007. Seit 2010 lebt er wieder in Köln.

## Berufliches
- Programmierung eines induktiv lernenden Automaten (1967–1969)
- Beschaffung eines Großrechners Cyber76 als zentralen Regionalrechner für die Universität zu Köln sowie die Gesamthochschulen in Duisburg, Siegen und Wuppertal (1973)
- Programmierung der Fortran-basierten Softwareentwicklungsumgebung FOSX für den sozialwissenschaftlichen Bereich (im Anschluss an die Entwicklung des Statistiksystems CABALA, gemeinsam mit Hartmut Garding, 1976)
- Forschungsprojekt (gefördert durch das BMFT) über „Organisatorische und rechtliche Aspekte zur Realisierung von Rechnerverbundsystemen“ (unter der Ägide von Paul Schmitz und Gerhard Haupt, 1978)
- Mitarbeit in der Standardisierung offener Kommunikationssysteme ISO-OSI (1976–1984)
- Federführung für den Arbeitskreis der Leiter wissenschaftlicher Rechenzentren (1986–1988)
- Mitwirkung bei der Begründung mehrerer Vereine zur Förderung der Kooperation von Rechenzentren im wissenschaftlichen Bereich:
  - Deutsches Forschungsnetz DFN,
  - Zentren für Kommunikation und Informationsverarbeitung ZKI
  - Deutsche Initiative für Netzwerkinformation DINI
  - European University Information Systems EUNIS
- Herausgabe der HRZ-Kundenzeitschrift „computer-Postille“ (1991–2007)

Er ist seit 1968 Mitglied der Gesellschaft für Informatik, in der er insbesondere im Arbeitskreis „Organisation und Betrieb von Rechenzentren“ sowie an dem Aufbau und der Pflege der „Regionalgruppe Dortmund“ mitwirkte.

## Vorträge aus seiner Arbeit waren
- 1975: Hardware Aspects of Man Machine Communication in a Problem Solving Environment (NATO ASI on Man Machine Interaction, Mati, Griechenland); insbesondere zur Rolle des Zeitverhaltens im Mensch-Maschine-Dialog;
- 1977: Konzept zu einem einheitlichen Sprachrahmen für Dialog-, Programmier- und Steuersprachen (IBM Wiss. Zentrum, Heidelberg)
- 1979: „Formale Beschreibungsmittel für Kommunikationssysteme“ (GI-Arbeitskreis „Informationssysteme“, Tutzing)
- 1986: „Gesellschaftspolitische Bedingungen für eine innovative Datenverarbeitung“ – Bericht über eine Informationsreise zu den DV-Zentren in Boston, San Francisco, Tokio und Singapur (Siemens Banken-Forum, Brüssel)
- 1988–2006: Vorlesungen über den Einsatz von Rechnern im wissenschaftlichen Bereich („Schule des Denkens“, „Internet-Führerschein“, „Internet-Anwendungen für die Wissenschaft“, „Einführung in das Programmieren“ für Nicht-Informatiker).

## Lehraufträge
- Mitwirkung im Mathematik-Propädeutikum: „Programmierung mit Fortran IV“ (Universität zu Köln, FB Mathematik)
- „Einführung in das kybernetische Denken“, „Programmierung graphischer Information“ und „Formalisierung der Ästhetik“ (Kölner Werkschulen/FH-Köln)
- Seminar „Kybernetische Lernmodelle“ an der Uni Köln (mit Köhne und Heinz-Joachim Pohley)
- Mentorielle Unterstützung der Informatik-Ausbildung der Fernuniversität Hagen
- „Datenverarbeitung I bis IV“ für die Ausbildung von Wirtschaftsingenieuren an der Fachhochschule Dortmund
- „Programmierung mit Pascal“ für Wirtschaftsmathematiker am FB Mathematik der Universität Dortmund